# Міомантія
Міомантія (від грец. Mys — миша, і manteia — ворожіння) — спосіб ворожіння, заснований на тлумаченні аспектів поведінки мишей і щурів (видаваних ними звуків, заподіяних руйнувань і т. д.) в якості пророчих знаків. Як правило, масова поява в якомусь місці мишей і щурів або їх втеча, пов'язані з поширенням чуми, голоду або війни. Наприклад, у слов'ян на початку весни миші, які бігають по полях, тлумачилися як провісники неврожаю.
За свідченнями стародавніх істориків, міомантія була поширена в Стародавньому Римі. Еліан Тактик (жив на рубежі I—II ст. н. е.) У своїй книзі «Строкаті розповіді» згадує, що Фабію Максиму було досить почути пронизливий писк однієї миші для складання з себе знаків диктаторської гідності. Марк Теренцій Варрон заявляв, що Кассій Фламіній через подібного роду передбачення склав із себе звання начальника римської кінноти. За свідченням Плутарха, неприємні наслідки останнього походу М. Марцелла виводили, виходячи з того, що в римському храмі Юпітера щури погризли золото.